# Bollettone
Il monte Bolettone, detto anche Bollettone, è un monte delle Prealpi Comasche alto 1.317 m s.l.m.

## Descrizione
Il profilo del monte Bolettone è facilmente riconoscibile ad occhio nudo dalla città di Milano e dalla pianura, per l'inconfondibile filare di abeti, che dalla cima scende verso valle. La cresta del monte Bolettone è spartiacque e divide a nord il comune di Albavilla dal comune di Faggeto Lario, a ovest dal comune di Albese con Cassano, a est dal comune di Erba. A sud vi è la vallata di Albavilla in cui scorre il fiume Cosia che, sulle pendici del Bolettone, ha le sue sorgenti.
In vetta, nel 1964, per opera del Gruppo Bolettone, è stata posizionata una croce a perenne protezione della vallata sottostante. Poco sotto la vetta vi è l'omonimo rifugio.

## Origine del nome
L'antico toponimo lombardo Bureton (reso in italiano con Bolettone per ipercorrettismo) deriva, per applicazione di un accrescitivo-vezzeggiativo, dal nome del monte in lingua leponzia, Br̥na, da cui derivano i nomi di località Brunaa (Brunate) da un lato e Alp de Prina (Caslino d'Erba) dall'altro.

## Escursioni
Il sentiero principale che conduce alla vetta parte dall'Alpe del Viceré, risalendo le pendici del monte Broncino. Si tratta di un ampio e ripido sentiero che nel tratto iniziale è interamente all'interno del bosco, mentre nell'ultima parte, attraversa i prati presenti sulla sommità del monte. La vetta è raggiungibile in circa 60 minuti. Possibili varianti sono il sentiero che sale in vetta dalla Capanna Mara o il sentiero che sale dalla Capanna San Pietro (per chi proviene da Brunate, seguendo la Dorsale del Triangolo Lariano).